# Felice Greco
Felice Greco (Catanzaro, 8 gennaio 1775 – San Marco Argentano, 22 febbraio 1840) è stato un vescovo cattolico italiano.

## Biografia
Figlio di Tommaso e Saveria Casaburi, fu ordinato sacerdote il 15 marzo 1799. Successivamente si laureò in teologia a Napoli il 26 giugno 1819. Fu vicario capitolare e decano del Capitolo della cattedrale della sua città. Alla morte del fratello Ignazio, fu nominato vicario della diocesi di Oppido. Fu eletto vescovo di San Marco Argentano e Bisignano il 3 maggio 1824 e il 9 maggio fu consacrato a Roma dal cardinale Francesco Bertazzoli. 
Fece restaurare la cattedrale di Bisignano e fece costruire il santuario della Madonna del Pettoruto. Morì a San Marco Argentano il 22 febbraio 1840 e fu sepolto nella cattedrale di San Nicola.